# Abbey Sings Billie
Abbey Sings Billie — концертный альбом американской певицы Эбби Линкольн, записанный в нью-йоркском ночном клубе Universal Jazz Coalition в ноябре 1987 года при участии музыкантов тенора Гарольда Вика, пианиста Джеймса Вайдмана, басиста Тарика Шаха и барабанщика Марка Джонсона. Он был выпущен на лейбле Enja Records в 1989 году.
Альбом является данью уважения певице Билли Холидей, которая была кумиром Линкольн.

## Отзывы критиков
| Оценки критиков                            | Оценки критиков |
| Источник                                   | Оценка          |
| ------------------------------------------ | --------------- |
| AllMusic                                   | [ 1 ]           |
| The Encyclopedia of Popular Music          | [ 2 ]           |
| MusicHound Jazz: The Essential Album Guide | [ 3 ]           |
| The Penguin Guide to Jazz                  | [ 4 ]           |
| The Rolling Stone Jazz & Blues Album Guide | [ 5 ]           |

Рецензент AllMusic Скотт Яноу написал об альбоме: «Кумиром Эбби Линкольн всегда была Билли Холидей. Хотя она никогда по-настоящему не копировала Леди Дэй и у неё уже давно был свой собственный стиль и звучание, чувство и интенсивность, которые Линкольн придаёт текстам, которые она интерпретирует, напоминают о позднем периоде Холидей. Линкольн — идеальный человек, чтобы отдать дань уважения Билли Холидей».

## Список композиций
1. «What a Little Moonlight Can Do» (Гарри Вудс) — 3:07
2. «I Only Have Eyes for You» (Эл Дубин, Гарри Уоррен) — 2:45
3. «Gloomy Sunday» (Ласло Явор, Сэм Льюис, Режё Шереш) — 5:04
4. «Crazy He Calls Me» (Боб Расселл, Карл Сигман) — 4:17
5. «Strange Fruit» (Льюис Аллан) — 4:55
6. «Lover Man» (Джимми Дэвис, Роджер Рамирес, Джимми Шерман) — 5:40
7. «These Foolish Things» (Гарри Линк, Холт Марвелл, Джек Стрейчи) — 4:31
8. «I’ll Be Seeing You» (Сэмми Фейн) — 5:06
9. «Soul Eyes» (Мэл Уолдрон) — 10:06
10. «I’ll Wind» (Гарольд Арлен, Тед Колер) — 9:02

## Участники записи
- Бас — Тарик Шах
- Вокал — Эбби Линкольн
- Тенор-саксофон — Гарольд Вик
- Ударные — Марк Джонсон
- Фортепиано — Джеймс Вайдман

Сведения взяты из аннотации к альбому.